# 松嶋クロス
松嶋 クロス（まつしま クロス）こと松嶋 重（まつしま しげる、1978年〈昭和53年〉7月19日 - ）は、日本のヤクザ。準暴力団・関東連合の元メンバー。のちにAV監督（日本映画監督協会会員）や音楽プロデューサーに転身した。AVメーカー・株式会社クロスワールドの代表取締役社長も務めた。
2022年現在は、指定暴力団・住吉会系幸平一家傘下堺組の幹部組員となっている。東京都杉並区出身。

## 来歴

### 暴走族
杉並区立高南中学校卒業。
少年時代から暴走族に加入し、関東連合・永福町ブラックエンペラーのナンバー2となる。当時のエピソードについて雑誌「実話マッドマックス」などでインタビューに応えている。同誌には当時撮影した、敵対組織の人間にシックスナインや自慰行為を強要した写真を載せるなどもしている。
暴走族時代には、特攻服やバイク、ステッカーなどのデザインや、集合写真の撮影などの広報的な役割をほとんど担っていた。後の海老蔵暴行事件でも、マスコミを使った海老蔵に対するネガティブ・キャンペーンのプロモーションを取り仕切った。
芸能界デビューし同事件や詐欺で逮捕された石元太一は後輩にあたる。また、「アウトローのカリスマ」のキャッチコピーで格闘技の試合などにスポット参戦している瓜田純士は中学の一学年下の後輩であり、ブログを通じて交流をしている。

### AV監督
- 2000年、『援JOY交際撲滅委員会』（九鬼）でAV監督デビュー。  以後、『恋のゲットバトル』『ピリオドの向こうへ』などの異色作をレンタルビデオ界に送り出した。
- 2002年には「若者の性」をテーマにしたレーベル「BLACK JACK」（トライハートコーポレーション）を一任される。
- 2003年、当時としては珍しいDVDのみをリリースするAVメーカー「クロスワールド」をAV史上最年少の24歳で設立。
- 2005年、新たにインジャン古河とAVメーカー「古松映像」（こまつえいぞう）を設立し、ジャパンホームビデオ、ビジュアルインフォメーションプロダクツ(VIP)、ビッグモーカルから作品をリリース、『君とイク!合宿免許9日間/辻本りょう』で「オレンジ通信最優秀監督賞」「ビデオ・ザ・ワールド準優勝」を受賞。
- 2005年、2006年のMOODYZ感謝祭では、インジャン古河とともにCAMPAKEXというバンドで参加した[5]。
- 新たに設立したAVメーカー「CRØSS」からは、大作『MEWになったおっさん』で「2006年度オレンジ通信編集部が選ぶアダルトビデオ第1位」に選ばれるなど、その他数々の賞を獲得した他、「美少女死姦」「全裸SEX教団」「エロ100人隊」など数々の問題作を立て続けに発表。
- 2007年6月9日、新宿LOFT/PLUS ONEで行われたインジャン古河とのトークショー『すべてはけじめをつけてから』においてCAMPAKEX解散と監督引退を突如発表。突然の解散・引退に一部熱狂的なファンが彼の功績を称え、松嶋本人監修の下、7月に『松嶋クロスを後世に伝える会』が発足。
- AV監督引退作品『さっちゃん』は、AV監督日本一を競い合う「第3回 D-1 クライマックス」に出品され、2007年9月にドグマよりリリースし、完全引退した。
- 2011年2月、松嶋は覚醒剤を譲り受けた罪で逮捕状が出ていた小向美奈子にフィリピンで会い、逮捕された際には優秀な弁護士をつけて不起訴まで持っていくといった条件を提示しAV出演の交渉を行った。当初、小向は頑なに拒んでいたというが、辛抱強く交渉を続け出演の了承を得ることに成功。すぐさまフィリピンに撮影クルーを呼び寄せ現地で撮影を行った[6]。

### 逮捕
- 2018年1月19日、恐喝容疑で逮捕され、2018年3月10日に再逮捕された。容疑は前年6月6日、松嶋容疑者の知人が代表を務める芸能事務所に所属していたAV女優に、別の仕事を紹介しようとした会社役員の男性（30）に「どう責任を取るんだ」と因縁をつけ、渋谷区の飲食店で現金100万円と250万円相当の腕時計1個を脅し取ったとしている[7]。
- 2019年2月、東京都中野区弥生町3丁目、東京大学教育学部附属中等教育学校の近くに会社事務所と偽って暴力団事務所を置いた、都暴力団排除条例違反[8]容疑で逮捕された[9]。
- 2022年10月、東京都新宿区のバーで店員の接客態度に腹を立て店内で暴れ、店のドアなどを壊した疑いで逮捕された[10]。

## 作品

### 執筆
- どうよ？（コアマガジン『ビデオTHEワールド」）
- 我が闘争（東京三世社『オレンジ通信』）
- 今月のバカヤロー（英知出版『ビデオボーイ』）
- AV業界バカ仲間一覧表（英知出版『KISS粋』）
- 裸業界バカ列伝（ MCプレス『デラデラ』）
- 世の中みんなバカばっか（ビバンダム『チャーチル』）

### AV監督作品
CROSS監督作品
- デジタルエロ本　南波杏 発売日:2005年11月19日
- ヌキながら学べるギャル語教室 藤井彩、常夏みかん、星川ヒカル、森永心愛、可恋
- エロ１００人隊！ 企画女優100名
- 肛問販売員 青山遥、長瀬あずさ、楓、結衣
- レイプぶっかけアナルナカ出し！輪姦学校 石田ゆりあ、椎名実果、AOI．、浅野みみ
- ヌキながら学べるスキューバー教室 常夏みかん、畑野れん、橘ひかる、長谷川優子
- どど～んとAV女優100人大集合！エロ～い女優100人いたってボクちゃんもっとエロいもんね！ 企画女優100名
- ヌキながら学べるスノボー教室 常夏みかん、畑野れん、大城楓、浅野みみ、幹野果琳、穂室麻衣
- ヌキながら学べるパソコン教室 藤森かおり、結城はるか、麻生岬、山咲ちゆり
- AV女優ロックバンドとイク！！レコーディング合宿3日間 桜田さくら、白山ゆり、北原みなみ、大粒ルイ
- 巨乳の誘惑　ビキニお姉さん　藤森かおり、緒川さら、平山加奈
- 美熟女メイドと金持ち坊っちゃん 酒井ちなみ、紫彩乃
- レイプ島 長瀬あずさ、辻本りょう、神山優希
- DIGITAL MOSAIC　 SEX MACHINE 三咲まお、藤森かおり
- 実録！AV製作会社就職物語 月野しずく
- MEWになったおっさん MEW
- 清楚系セレブ妻 現金誘惑マニアック調教 橘未稀、真田ゆかり
- 話題のワイドレンズ使用！ド迫力ハメマンコ 野々宮りん、麻生岬、結城リナ
- ウルトラデジモな紅音ほたるとブルセラコスプレ援助交際 紅音ほたる
- 美少女死姦　無抵抗になった白い肌 持田茜
- 表参道アヌス 愛川由衣
- 名門アヌス女学園 白川なつみ、月野しずく、白山ゆり、神山優希、中谷瑠華、平松アンリ、杏野みつ
- ノーパンアナルテニス部 月野しずく、若葉かおり、瀬名えみり、逢澤ゆうり、咲田みう
- ノーパンアナルコンパニオン 星沢マリ、筒咲マナ、稲沢綾、楓、のむらゆめ
- いっけん真面目な学級委員長ホントは下品なアナルファッカー 佐藤美久
- 美少女死姦2肉塊性的モルモット 原千尋
- ロリコン看護婦 少女セクハラ淫行看病 町田瑠美、大塚ひな、加賀雅、姫野愛、真鍋美奈
- 怪奇アダルト妖怪ポルノ物語 天衣みつ、永井ひろみ、宝月ひかる
- スパルタレズビアン女子少年院 発売日:2007年9月19日 出演:日高ゆりあ、麻生岬、桜田さくら、姫野愛、瀬名えみり、白川なつみ、大塚ひな

ドグマ
- さっちゃん(2007年9月)